# Moniezia
Moniezia (benannt nach dem französischen Arzt Romain Louis Moniez) ist eine Gattung der Bandwürmer mit nahezu weltweiter Verbreitung, deren Endwirt Wiederkäuer sind. Vertreter der Gattung können bis zu 10 m lang und 2,5 cm breit werden. Der Scolex ist bis zu 0,8 cm groß, hat vier Saugnäpfe und, wie alle Anoplocephalidae, keine Haken. Die Bandwurmkette (Strobila) besteht aus bis zu 1000 Bandwurmgliedern (Proglottiden), die deutlich breiter als lang sind. Jedes Glied ist zwittrig und hat eine gemeinsame Ausführungsöffnung, die Genitalpore. Die Hoden sind klein und im Parenchym des Bandwurmglieds verteilt. Die Eierstöcke sind gelappt. Der Uterus nimmt bei Füllung mit Eiern fast den gesamten Raum ein und führt zur Rückbildung der Hoden. Charakteristisch für die Gattung sind die jeweils zwischen zwei Bandwurmgliedern liegenden Drüsen (Interproglottialdrüsen).
Reife gravide Glieder enthalten mehrere 1000 Eier. Sie sind dickschalig und werden nach der Ausscheidung mit dem Kot freigesetzt und kleben an Pflanzen oder Bodenpartikeln. Dort werden sie vom obligatorischen Zwischenwirt, verschiedenen Hornmilben, aufgenommen. In deren Darm werden sie freigesetzt und entwickeln sich in der Leibeshöhle zu Cysticercoiden. In den Milben können sie Monate persistieren. Die Infestation des Endwirts erfolgt beim Grasen, der adulte Bandwurm besiedelt den Dünndarm. Im Endwirt können Monieza-Arten bis zu 18 Monate überleben, die Schadwirkung ist gering.

## Arten
| Art                             | Endwirt                                             |
| ------------------------------- | --------------------------------------------------- |
| M. benedeni (Moniez, 1879)      | Rinder, Schafe, Ziegen, viele Wildwiederkäuer       |
| M. denticulata (Rudolphi, 1810) | Rinder, Schafe, Yak, Ziegen, Kamele                 |
| M. expansa (Rudolphi, 1805)     | Rinder, Schafe, Ziegen, viele Wildwiederkäuer       |
| M. monardi (Fuhrmann, 1931)     | Elenantilope, Nyala, Impalas und andere Wiederkäuer |
| M. sichuanensis (Wu, 1982)      | Chinesisches Moschustier                            |